# Črmošnjica
Die Črmošnjica (deutsch Tschermoschnitzer Bach, Moschnitzer Bach) ist ein 14 km langer Karstbach in der Gemeinde Dolnjske Toplice in Dolenjska (Unterkrain) in Slowenien. Der Name leitet sich von der slowenischen Bezeichnung für Bärlauch (Čemaž) ab.

## Lauf
Der Bach entspringt am Fuße der Dolomithänge von Gače (Komarna vas) unterhalb von Črmošnjice (deutsch Tschermoschnitz).
Die Quelle liegt unterhalb des Dorfes in einem flachen Tal. Unterhalb von Nový Tabor wird das Gewässer durch den von rechts kommenden 4,5 km langen Divji potok (slowenisch für Wildbach) verstärkt, der oberhalb von Srednja vas entspringt. 
Die Črmošnjica hat am östlichen Fuße des Hornwaldes mit dem Tal von Tschermoschnitz und Pöllandl, Kurzform: Moschnitze (slowenisch Črmošnjiško-Poljanska dolina) ein Tal mit mehreren charakteristischen Abschnitten geformt. Zunächst fließt der Bach mit geringem Gefälle durch eine relativ breite Talsohle. Oberhalb von Stare Žage wird das Tal zu einer engen Schlucht, mit Stromschnellen und Wasserfällen. Nach dem Verlassen der Schlucht folgt ab Občice wieder eine breite Ebene ohne wesentliches Gefälle.
Bei niedrigem Wasserstand versinkt das Wasser vor Kočevske Poljane (deutsch Pölland) allmählich im Schwemmland und fließt unterirdisch bis Podturn, wo der Bach in die Radeščica mündet – kurz nach deren Austritt aus ihrem Quellteich.